# 克烏尼亞科查湖
13°09′14″S 72°02′49″W / 13.15389°S 72.04694°W

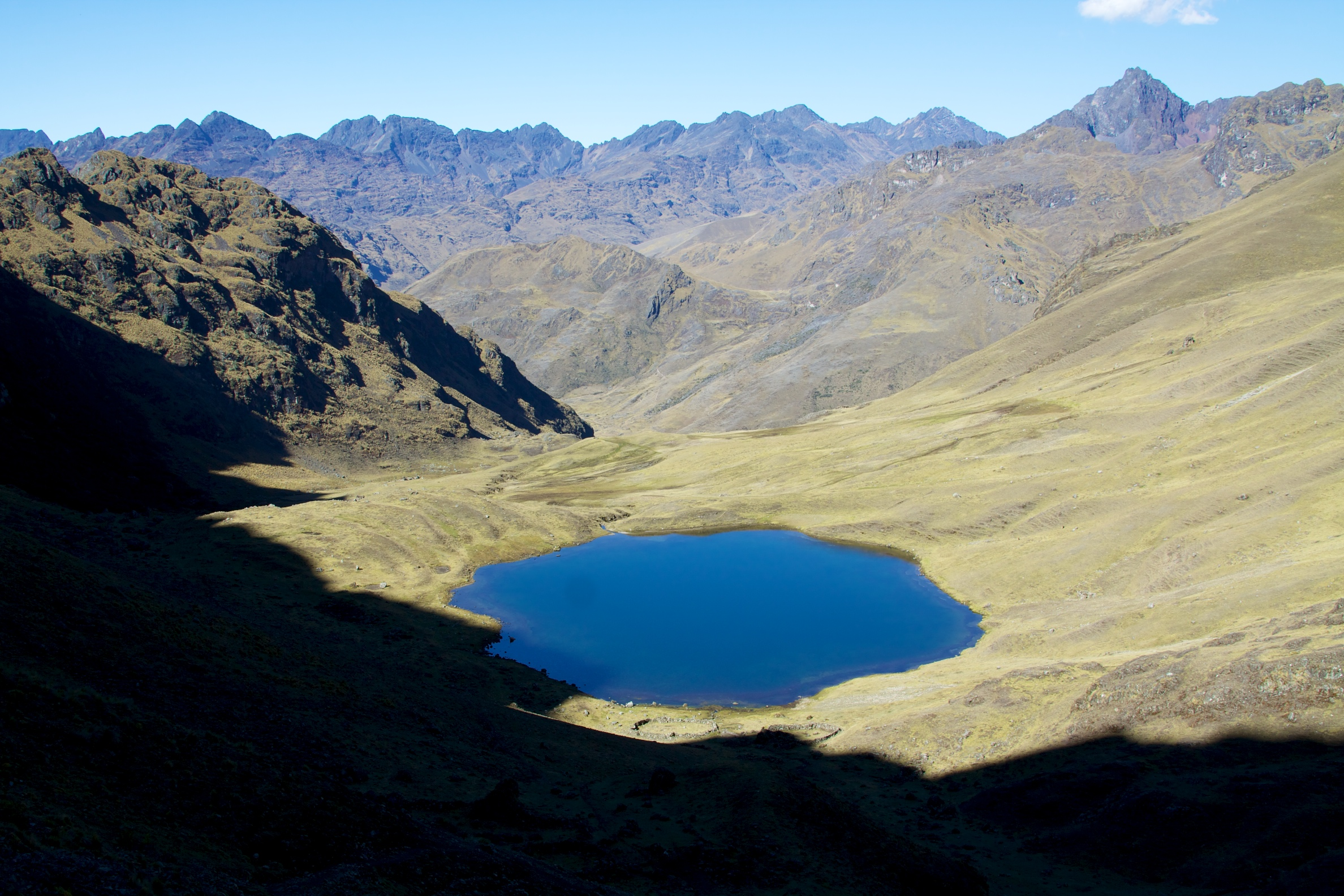

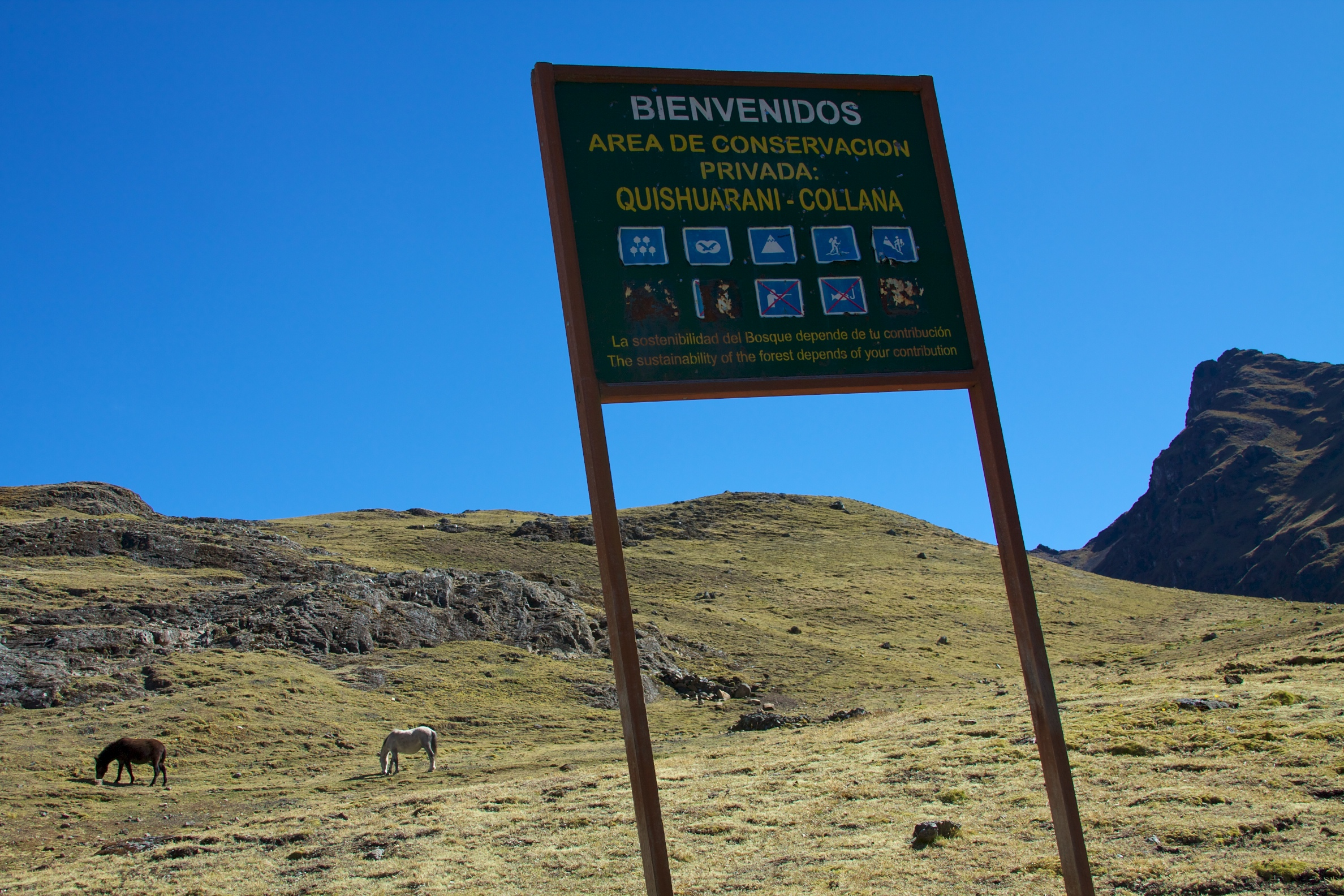

克烏尼亞科查湖（Queuñacocha），是秘魯的湖泊，位於該國南部庫斯科大區的卡爾卡省，處於安第斯山脈的烏魯潘帕山脈地區，長0.2公里、寬0.14公里，海拔高度4,170米。